# Wunsiedler Marmor

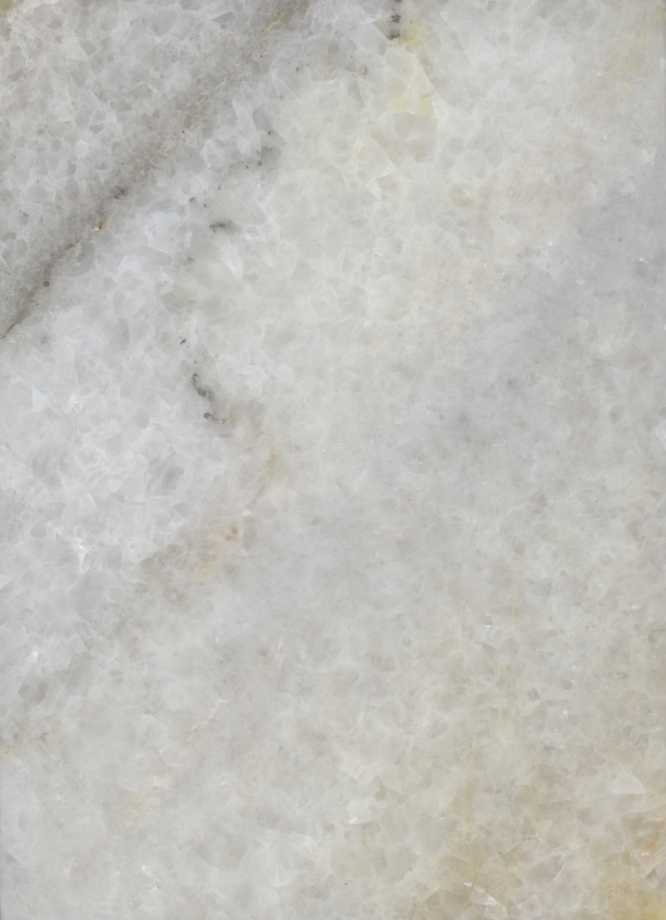
Wunsiedler Marmor von Holenbrunn

Der Wunsiedler Marmor ist eine Gruppe von metamorphen Karbonatgesteinen, die als Naturwerkstein hauptsächlich bei Wunsiedel in mehreren Steinbrüchen gewonnen wurden und werden. Dieser oberfränkische Calcitmarmor hat in seiner Region und darüber hinaus besonders in Bayern Verbreitung gefunden. Er tritt in einem nördlichen (um Wunsiedel) und einem südlichen (um Marktredwitz und Arzberg) Band auf.

## Lagerstätte
Die Lagerstätte der Karbonatgesteine von Wunsiedel besteht hauptsächlich aus Kalksilikatfels und Marmor. Sie beginnt als nördlichste Struktureinheit mit einem Kalksilikatzug im Westen in der Erhebung zwischen dem Zinnbach und dem Glasbach in der Gemeinde Tröstau, streicht in nordöstliche Richtung nördlich an Wunsiedel vorbei und endet südwestlich des Dorfes Schönlind. Sie ist von einigen quer laufenden Störungszonen begleitet. Dort wurde kein Werkstein abgebaut.
Parallel dazu und etwa 1000 Meter südlich erstreckt sich der schmale nördliche Marmorzug als längliches Band. Er beginnt unter der Ortschaft Tröstau, verläuft weiter unter dem südlichen Siedlungsareal von Wunsiedel bis zum Ortsteil Holenbrunn. Dort versetzt eine Störung die Marmorlagerstätte etwa 500 Meter in nördliche Richtung und streicht ab Göpfersgrün in zwei Zügen weiter nach Nordost. Kurz vor Thiersheim verengt sich der Lagerstättenzug zu einem einzigen Streifen, der bei Kothigenbibersbach an der Oberfläche endet.
Das südliche Band ist weniger stark ausgeprägt, von Dechantsees kommend erstreckt es sich unter Marktredwitz bis nach Arzberg. Dort ist überwiegend grauer feinstkörniger Marmor vertreten.
Allgemein handelt es sich um aufgefaltete Marmorschichten aus dem Präkambrium, die einen Teil der Arzberger Serie bilden. Diese Schichten fallen steil ein und sind von zahlreichen Verwerfungen unterbrochen.
Abbaustellen gab es in Tröstau, Wunsiedel, Holenbrunn, Sinatengrün, Stemmas, Thiersheim, bei Hohenberg an der Eger und bei Dechantsees und Neusorg.

## Petrographie
Der Wunsiedler Marmor ist in seinem Gefüge mittel- bis grobkörnig kristallin. Seine Farbe ist weiß bis hellgrau, er kann aber auch gelbe und leuchtend orange, seltener dunkelbraune Zonen aufweisen. Im Gesamtbild wirkt er körnig, mitunter farblich ungleichmäßig verteilt und zeigt parallele graue Streifungen.
In der Hauptmasse handelt es sich um einen calcitischen Marmor. Dolomitgestein tritt sekundär in den Aufschlüssen von Sinatengrün und Göpfersgrün auf.
Die gelben und braunen Tönungen resultieren aus geringen Anteilen von Mineralen des Limonitkomplexes. Geringe Hämatitanteile erzeugen einen kräftigen orangefarbenen Ton. Als weitere akzessorische Bestandteile treten Muskovit und Zirkon auf. In den Steinbrüchen von Sinatengrün sowie bei Thiersheim und Hohenberg an der Eger kommen als weitere Mineralbestandteile Olivin, Serpentin, Chlorit, Antigorit und Forsterit vor. Der Marmor geht dort in Ophicalcit über.
In den Nordbereichen der Lagerstätte haben die Kristalle eine durchschnittliche Größe von 5 Millimetern. Vereinzelt treten Aggregate bis 2 cm auf. In dem südlichen Band liegt sie dagegen bei 0,2 Millimeter. Die Calcitkristalle treten idiomorph bis xenomorph auf.

## Geschichte
Durch die relative Kalkarmut der oberfränkischen Landschaften waren die Marmorvorkommen um Wunsiedel bereits im Mittelalter als Kalkgewinnungsort bekannt und gefragt. Es sind Kalkbrüche aus dem 14. Jahrhundert bekannt, die neben Baukalk auch das Baumaterial für die Stadtmauer von Wunsiedel lieferten. Typische kunsthandwerkliche Anwendungen sind Schlusssteine, Gedenktafeln, Grabsteine, Epitaphien und Votivtafeln sowie andere künstlerische Werke. Besonders vom 16. bis zur Mitte des 18. Jahrhunderts fand er für diese Zwecke Anwendung.
Als 1724 in Bayreuth ein Zuchthaus errichtet wurde, nahm dort mit Gefangenen als billige Arbeitskräfte eine Manufaktur zur Werksteinbearbeitung die Arbeit auf. Dabei wurde neben anderen Gesteinen aus der Region der Wunsiedler Marmor in großem Umfang verarbeitet. Diese Praxis war zu jener Zeit nicht unüblich; auch im Gefängnis auf Schloss Diez wurden unter ähnlichen Umständen Lahnmarmore bearbeitet.
In den 1890er Jahren entwickelte sich in der Region sehr stark die industrielle Kalkverarbeitung. Es wurden Kalkmehle und Splitte für unterschiedliche Verwendungszwecke in anderen Industrien produziert. Die Steinmetzbearbeitung trat gegenüber diesen Entwicklungen zurück, weil die grobkristallinen Sorten sich nicht sehr gut zur handwerklich-künstlerischen Bearbeitung eignen. Lediglich die kleinkristallinen Varietäten mit Dolomitanteilen lassen eine gute Steinmetzbearbeitung zu.
Zuletzt wurde nur noch bei Holenbrunn ein heller Marmor gefördert, der als Werkstein und für Gartenbauzwecke Anwendung fand. Der Steinbruch ist inzwischen stillgelegt.

## Anwendungen

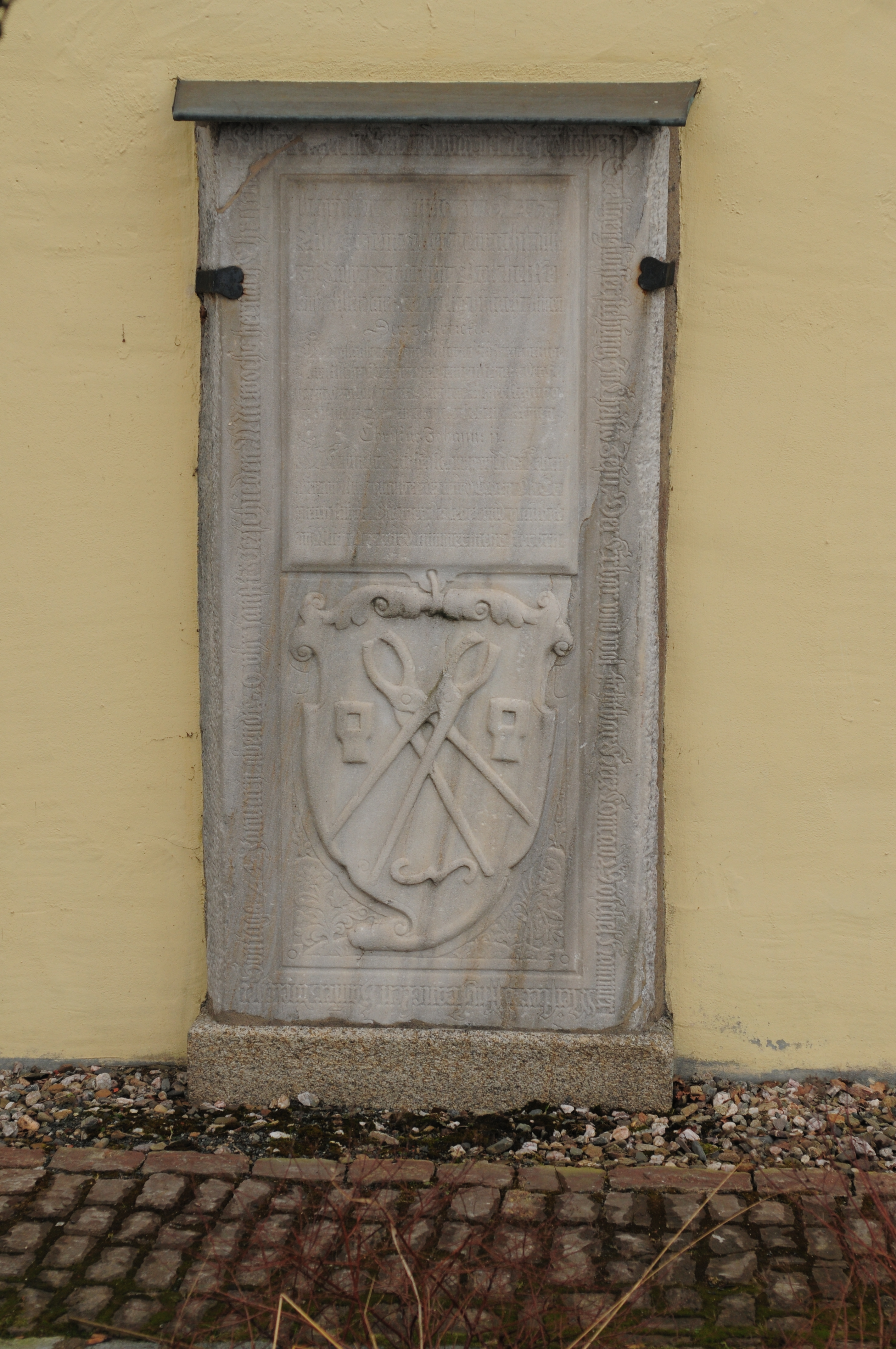
Epitaph an der Außenfassade der Gottesackerkirche von Weißenstadt aus Wunsiedler Marmor

Das Gestein wurde im Handel überwiegend als Wunsiedler Marmor bezeichnet. Nur untergeordnet traten im 20. Jahrhundert zeitweilig andere Handelsbezeichnungen wie „Deutschweiß“ und „Deutschgrün“ auf.
Die Bestimmung von Objekten aus weißem Marmor, beispielsweise auf Münchner Friedhöfen, ist schwierig, weil nach Bayern auch sehr häufig Laaser Marmor und Sterzinger Marmor eingeführt wurde. Durch die oberflächennahe Verwitterung an ungeschützten Objekten sind mitunter signifikante Feinstrukturen nicht oder nur sehr schwer erkennbar. Ein Unterscheidung wird dadurch sehr erschwert.
In moderner Zeit wurde das Gestein für Massivbauteile, Denkmale, Wand- und Bodenverkleidungen sowie für Gartenarchitektur und Ziersplitte nachgefragt.

### Anwendungsbeispiele
- Wunsiedel
  - Europadenkmal 2004[7]
  - Denkmal Die Geburt Wunsiedels vor der Fichtelgebirgshalle[8]
  - Friedhof, Grabplatten
  - Stadthalle, Bodenbelag
  - Hofgestaltung der Grund- und Hauptschule (Erweiterungsbau)
  - Pflaster im Hof des Fichtelgebirgsmuseums[9]
  - Büste von Friedrich Müller in der Fachschule für Steinbearbeitung und im Hof des Fichtelgebirgsmuseums[10]
  - Brunnen Mutter Erde[11]
- Bad Alexandersbad
  - Büste Königin Luise[12] und Markgraf Alexander[13]
- Fuchsmühl
  - Wallfahrtskirche Mariahilf, Bodenbelag
- Hohenberg an der Eger
  - Figur am Carolinenbrunnen[14]
- Weißenstadt
  - Epitaphe an der Außenfassade der Gottesackerkirche